# 百度全家桶
百度全家桶，是中国大陆一个具有戏谑性的网络用语，指对百度系软件产品的总称。因为其经常使用诸如捆绑安装等手段常驻用户设备，未经用户同意便强行安装全系产品。这一行为在2015年中，由于知乎上的集中讨论而受到广泛批评，「全家桶」概念也深入人心。

## 概述
百度是中国大陆知名的互联网企业，旗下不同部门发布了许多应用产品，而这些应用在安装时往往会捆绑安装百度自家的其他应用产品，于是出现安装一个应用却留下一堆应用的情况。
全家桶是食品连锁企业肯德基的知名产品，因为其中包括吮指原味鸡、香辣鸡翅等受欢迎产品，且平均售价较单售为低，常为年轻群体外带食用，有较高认同度。网友以“全家桶”称呼，暗讽其将自身产品捆绑打包。
以「全家桶」对百度系产品进行称呼，具体什么时候开始已不可考。2015年，百度全家桶在大陆也成为一个通行概念而出现在一些新闻中。
此外，「全家桶」这一词汇也有衍伸应用的趋势，用以形容单一品牌的系列产品。

## 涉及产品
“全家桶”包含概念甚广，根据网友说法有以下产品涉及：
其中，百度卫士与百度杀毒是反映较多的产品。

## 应用手段
百度全家桶的部分产品有使用一些手段在用户不知情或不同意情况下入驻设备。
强制安装

于Java运行时中捆绑的百度产品

百度杀毒即曾经利用Windows漏洞强行安装等涉嫌流氓软件的行径。而更多的，是安装了百度其中一项产品，而捆绑安装其他产品的情况。
Oracle的JAVA产品，也在2015年年初的更新中，对安装套件中捆绑了百度安全产品，然而该安装具备可选提示。同时，根据PingWest报道，捆绑软件与百度方面声称的安全软件也有出入。同时，Oracle方面也给出一个说明页面，可以让用户不安装赞助商产品。
在中国大陆视频网站优酷的一段视频中揭示了“全家桶”安装的过程。
互相唤醒
在智能设备上安装的百度App产品，则存在互相唤醒的情况，即便通过一些管理软件杀除了某些进程，可能会在运行其他百度产品时候进行唤醒，从而达到事实性的常驻效果。
难以卸载
而百度全家桶中的一些软件，如百度杀毒等，存在难以卸载等问题。在大陆一些网上讨论区，经常有卸载相关程序的询问求助贴；而相关的科技媒体因为潜在的合作关系，“为尊者讳”，而鲜有正面批评甚至提及。另一方面，在百度进军的海外市场，这类卸载困难的情况也事实存在，巴西的科技媒体TechTudo即曾在2014年2月刊载过一篇《如何卸载Baidu Antivírus、PC Faster与Spark Browser》的教程；而另外一家巴西本地的葡萄牙语科技网站Olhar Digital也有发布类似内容。该年的12月，大陆网络媒体也有对此进行转载。
甚至还出现了百度全家桶中的程序干扰其他安全软件，例如360安全卫士的情况。
后门疑问
2015年10月～11月，爆出了部分百度系app存在安全后门，被命名为“WormHole虫洞漏洞”。安全网站乌云的分析文章指出，该服务运行在端口40310/6259，被命名为immortal service（不朽/不死的服务）；具备相同后门的app会轮替监听该端口。趋势科技也发表了该漏洞的文章。
偷跑流量
2016年7月，大量百度地图的用户表示，百度地图会在手机用户不知情的状况下默默地下载大量的电台音频文件，包括单田芳郭德纲的相声和一些流行歌曲，甚至有网友抱怨已经被自动下载的音频吃掉了近100M流量，哪怕将这些音频删除，软件很快又会在后台下载，并且网友发现百度地图似乎会不断重新下载，因此实际耗费的流量可能会更多。百度日前作出解释称这是新增的tingphone功能。这样的功能完全不顾用户的意愿，并且无法关闭。已经有大量网友有这样的遭遇。这些音频都被存放在/storage/emulated/0/BaiduMap/bnav/tingphone/audio中，少则100M，多则300M，且全部都是耗费流量下载的，引起了众多网友的愤怒。

## 防范对策
由于百度全家桶系软件会给用户正常使用带来困扰，部分厂商及网友也提出对策。如利用证书规则，建立名为baidu的空文件夹并禁止写入等。
Android移动设备会自动加入名为baidu的文件夹，并放入广告档案，可以使用ES文档浏览器或RE管理器，删除该文件夹。并且新建档案/文档，命名为baidu，即可防止生成。

## 恶搞次文化
针对百度全家桶的行为，也有网友衍生出了相关的恶搞次文化内容。特别是2015年中，在知乎上数个关于百度的问题，造成了压抑已久的负面情绪的集中爆发，而催生了这一创作潮。